# Gruppo del Popera - Dolomiti di Auronzo e di Val Comelico
Gruppo del Popera - Dolomiti di Auronzo e di Val Comelico este o arie protejată (arie specială de conservare — SAC, sit de importanță comunitară — SCI) din Italia întinsă pe o suprafață de 8.924 ha, integral pe uscat.

## Localizare
Centrul sitului Gruppo del Popera - Dolomiti di Auronzo e di Val Comelico este situat la coordonatele 46°36′09″N 12°23′11″E / 46.6025°N 12.386389°E.

## Înființare
Situl Gruppo del Popera - Dolomiti di Auronzo e di Val Comelico a fost declarat sit de importanță comunitară în septembrie 1995 pentru a proteja 1 specie de plante și 27 de specii de animale. Situl a fost protejat și ca arie specială de conservare în iulie 2018.

## Biodiversitate
Situată în ecoregiunea alpină, aria protejată conține 14 habitate naturale: Păduri ilirice de Fagus sylvatica (Aremonio-Fagion), Păduri acidofile de Picea de la nivel montan la nivel alpin (Vaccinio-Piceetea), Liziere de ierburi înalte hidrofile de câmpie și de nivel montan până la alpin, Râuri de munte și vegetația erbacee de pe malurile acestora, Lespezi calcaroase, Pante stâncoase calcaroase cu vegetație casmofită, Grohotișuri calcaroase și de șisturi calcaroase de la nivelul montan până la nivelul alpin (Thlaspietea rotundifolii), Pajiști alpine și subalpine calcaroase, Pajiști alpine și boreale, Tufărișuri cu Pinus mugo și Rhododendron hirsutum (Mugo-Rhododendretum hirsuti), Pajiști cu Molinia pe soluri calcaroase, turboase sau argilos-nămoloase (Molinion caeruleae), Râuri de munte și vegetația lor lemnoasă cu Salix elaeagnos, Păduri alpine de Larix decidua și/sau Pinus cembra, Fânețe montane.
La baza desemnării sitului se află mai multe specii protejate:
- plante (1): papucul doamnei (Cypripedium calceolus)
- păsări (25): uliu porumbar (Accipiter gentilis), uliu păsărar (Accipiter nisus), minunița (Aegolius funereus), fâsă de pădure (Anthus spinoletta), acvilă de munte (Aquila chrysaetos), cocoșul de mesteacăn (Bonasa bonasia), buha (Bubo bubo), caprimulg (Caprimulgus europaeus), cristeiul de câmp (Crex crex), ciocănitoare neagră (Dryocopus martius), Eudromias morinellus, ciuvică (Glaucidium passerinum), Lagopus muta helvetica, pițigoi moțat (Lophophanes cristatus), forfecuță gălbuie (Loxia curvirostra), Lyrurus tetrix tetrix, gaia neagră (Milvus migrans), cinghiță alpină (Montifringilla nivalis), alunar (Nucifraga caryocatactes), viespar (Pernis apivorus), ciocănitoare verzuie (Picus canus), pițigoi de munte (Poecile montanus), stăncuță alpină (Pyrrhocorax graculus),  cocoș de munte (Tetrao urogallus), mierlă gulerată (Turdus torquatus)
- mamifere (2): râs eurasiatic (Lynx lynx), urs brun (Ursus arctos)

Pe lângă speciile protejate, pe teritoriul sitului au mai fost identificate 3 specii de plante, 1 specie de amfibieni, 3 specii de mamifere.